# Yucca mixtecana
El izote (Yucca mixtecana García-Mend.) es una especie de planta fanerógama perteneciente a la familia Asparagaceae. Yucca mixtecana fue descrita por Abisai Josue García-Mendoza y publicado en Acta Botánica Mexicana 42: 1. 1998.
Yucca: nombre genérico que fue nombrado por Carlos Linneo y que deriva por error de la palabra taína: yuca (escrita con una sola "c").
mixtecana: epíteto geográfico que alude a su localización en La Mixteca.

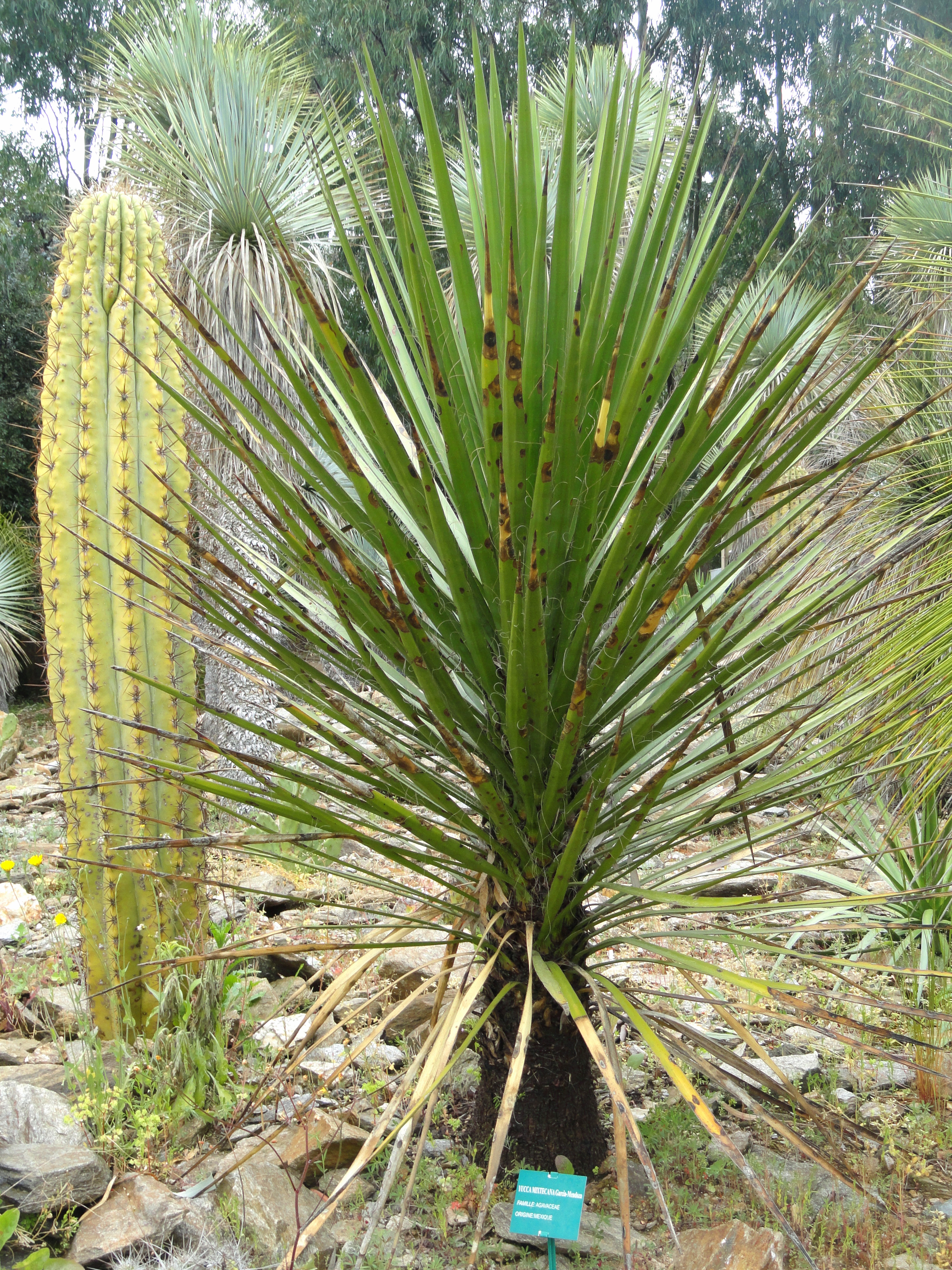
Vista de la planta

## Descripción
La planta alcanza un tamaño de 6 m de altura, y tiene siempre hojas verde con los márgenes enteros. Generalmente forma colonias  de 10 a 25 individuos, rizomatosas (tallos sin clorofila). Tallos de 2.5 a 5.0 m alto, simples o ramificados en la parte superior, generalmente cónicos, delgados, corteza con placas irregulares. Hojas de 40 a 60 cm largo, 1.5 a 3.0 cm ancho en la parte media, base 1.0 a 2 cm largo, verde amarillentas. Inflorescencia de 50 a 80 cm largo, moderadamente ramificada, erecta; pedúnculo 20 a 30 cm de largo, pilósulos (con pelos); ramas primarias 15 a 20 flores, 10 a 20 cm largo, pilósulos; pedicelos de 1.5 a 2 cm largo. Flores 2 a 2.5 cm largo de blancas a amarillas. Frutos 5 a 8 cm largo, 2 a 2.5 cm ancho, cilíndricos, péndulos, de color verde; semillas de 5 a 7 mm largo, 5 a 6 mm ancho, prismáticas, negras, opacas, con endospermo de contorno irregular. Floración de marzo a mayo. Fructificación de julio a septiembre.  Se distingue de Y. periculosa por sus troncos delgados, cónicos y limpios de hojas secas, menos ramificaciones y sus hojas más azuladas.

## Distribución
Es una especie de distribución limitada, endémica de México, específicamente de la región del  Valle de Tehuacán-Cuicatlán, con registros en los distritos de Coixtlahuaca, Teposcolula y Huajuapan. Es originaria de los estados mexicanos de Puebla y Oaxaca. Crece asociada a Agave potatorum, Agave kerchovei, Agave titanota, Agave salmiana, especies de Dasylirion, Beaucarnea purpusii y diversas especies de cactus.

## Ambiente
Matorral xerófilo y zona de transición con el bosque tropical caducifolio. En zonas que se caracterizan por una precipitación inferior a 700 mm anuales, con  una estación seca muy marcada de a 7 a 8 meses. La temperatura promedio  de 12 a 26 °C. Altitudinalmente puede encontrarse en elevaciones de 1370-2200 m. Con relación a los requerimientos de suelo, crece y desarrolla en suelos con poca materia orgánica, someros, generalmente ricos en calcio y con buen drenaje.

## Estado de conservación
Las hojas se ocupan para hacer artesanías y adornos durante ceremonias tradicionales. Las  flores son comestibles. Es una especie que a pesar de tener una distribución limitada no se encuentra bajo ninguna categoría de protección de acuerdo a la NOM-059- ECOL- SEMARNAT- 2010. Tampoco se encuentra bajo una categoría de protección de la UICN.